# Italia en los Juegos Olímpicos de Londres 1908
Italia estuvo representada en los Juegos Olímpicos de Londres 1908 por un total de 66 deportistas que compitieron en 8 deportes.  
El portador de la bandera en la ceremonia de apertura fue el gimnasta Pietro Bragaglia.

## Medallistas
El equipo olímpico italiano obtuvo las siguientes medallas:
| Nombre                                                                                        | Deporte            | Competición              |
| --------------------------------------------------------------------------------------------- | ------------------ | ------------------------ |
| Oro                                                                                           |                    |                          |
| Alberto Braglia                                                                               | Gimnasia artística | Concurso completo ind. M |
| Enrico Porro                                                                                  | Lucha grecorromana | Ligero M                 |
| Plata                                                                                         |                    |                          |
| Emilio Lunghi                                                                                 | Atletismo          | 800 m M                  |
| Marcello Bertinetti Riccardo Nowak Abelardo Olivier Alessandro Pirzio Biroli Sante Ceccherini | Esgrima            | Sable por eqs. M         |
| Bronce                                                                                        |                    |                          |
| —                                                                                             |                    |                          |